# スベトラーナ・フェオファノワ
スベトラーナ・フェオファノワ（ロシア語: Светлана Евгеньевна Феофанова、1980年7月16日 - ）は、ロシアの女子棒高跳選手。元世界記録保持者であり、2004年アテネオリンピックの銀メダリスト、2008年北京オリンピックの銅メダリストである。身長163cm、体重52kg。
体操選手としても1996年アトランタオリンピックのロシアのナショナルチームに含まれてはいたが、体操で一流の選手になることはできなかった。
これまでに世界記録を8回更新している。

## 自己ベスト
- 棒高跳 (屋外) - 4m88 (2004年7月4日)
- 棒高跳 (室内) - 4m85 (2004年2月22日)

## 主な実績
| 年   | 大会                               | 場所                         | 種目   | 結果 | 記録  |
| ---- | ---------------------------------- | ---------------------------- | ------ | ---- | ----- |
| 2001 | 世界室内陸上選手権                 | リスボン（ポルトガル）       | 棒高跳 | 2位  | 4.51m |
| 2001 | 世界陸上選手権                     | エドモントン（カナダ）       | 棒高跳 | 2位  | 4.75m |
| 2001 | IAAFグランプリファイナル           | メルボルン（オーストラリア） | 棒高跳 | 2位  | 4.45m |
| 2002 | ヨーロッパ陸上選手権               | ミュンヘン（ドイツ）         | 棒高跳 | 1位  | 4.60m |
| 2002 | IAAF陸上ワールドカップ             | マドリード（スペイン）       | 棒高跳 | 2位  | 4.40m |
| 2003 | 世界室内陸上選手権                 | バーミンガム（イギリス）     | 棒高跳 | 1位  | 4.80m |
| 2003 | 世界陸上選手権                     | パリ（フランス）             | 棒高跳 | 1位  | 4.75m |
| 2003 | IAAFワールドアスレチックファイナル | モンテカルロ（モナコ）       | 棒高跳 | 2位  | 4.60m |
| 2004 | 世界室内陸上選手権                 | ブダペスト（ハンガリー）     | 棒高跳 | 3位  | 4.70m |
| 2004 | オリンピック                       | アテネ（ギリシャ）           | 棒高跳 | 2位  | 4.75m |
| 2006 | 世界室内陸上選手権                 | モスクワ（ロシア）           | 棒高跳 | 3位  | 4.70m |
| 2007 | 世界陸上選手権                     | 大阪（日本）                 | 棒高跳 | 3位  | 4.75m |
| 2007 | IAAFワールドアスレチックファイナル | シュトゥットガルト（ドイツ） | 棒高跳 | 3位  | 4.82m |
| 2008 | オリンピック                       | 北京（中国）                 | 棒高跳 | 3位  | 4.75m |
| 2008 | IAAFワールドアスレチックファイナル | シュトゥットガルト（ドイツ） | 棒高跳 | 2位  | 4.70m |
| 2011 | 世界陸上選手権                     | 大邱（韓国）                 | 棒高跳 | 3位  | 4.75m |